# 수시 기에비슈
수잔네 수시 기에비슈 (1930년 1월 7일 ~ )는 오스트리아의 피겨 스케이팅 선수이다. 그녀는 헬무트 자이프트와 함께 1948년 동계 올림픽에 출전했고, 11위를 했다. 그녀는 나중에 루디 실리거와 함께 1950년 오스트리아 피겨 스케이팅 선수권 대회에서 금메달을 획득했다.

## 대회 성적

### 페어 스케이팅
| Event            | 1946 | 1947 | 1948 |
| ---------------- | ---- | ---- | ---- |
| 동계 올림픽      |      |      | 11위 |
| 세계 선수권 대회 |      |      | 13위 |